# Přímý marketing
Přímý marketing (anglicky direct marketing) je způsob marketingové komunikace, při které se oslovují zákazníci přímým adresním oslovením (např. e-mailem, poštou, telefonicky nebo i osobně).
Přímý marketing se od ostatních marketingových nástrojů liší tím, že se zaměřuje na oslovení pečlivě vybraných (konkrétních) zákazníků. Jeho cílem je získat okamžitou odezvu a budovat dlouhotrvající vztahy s klienty. Ke komunikaci využívají marketéři databáze s informacemi o klientech.
S rozvojem internetu se přímý marketing v posledních letech velmi změnil. V České republice využívá internet téměř 80 procent populace,[kdy?] což je o čtvrtinu více než v roce 2008 a dvojnásobek oproti roku 2005. Firmy jsou si toho vědomy, a proto jej využívají ve své komunikaci mnohem častěji než dříve. Některé z nich dokonce zaměřují svoji propagaci pouze na tuto oblast 
marketingových nástrojů přímého marketingu.

## Výhody přímého marketingu
Přímý
marketing přináší nižší náklady pomocí využití počítačové technologie a navíc
může otevřít nové distribuční kanály, kterými budou putovat dodávky a objednávky
od odběratele přímo k zákazníkovi. Tímto ušetříme další finance, jelikož
ušetříme za vynechání různých mezičlánků a distributorů.  Mezi další výhody patří:
1.      Cílení – zde je důležité vybrat určitou část zákazníků, na které bude cílit. Vybíráme
z databáze, o které bude napsáno v další kapitole.
2.      Kontrola a spolehlivost – reakce zákazníků je možné přiřadit přímo k určité části
přímého marketingu, a proto můžeme snadno měřit výsledky. Dále vyjasňuje směr a
ulehčuje proces neustálého zlepšování budoucích akcí.
3.      Rychlost
a pružnost – např. při telemarketingu – zákazníkovu reakci zaznamenáváme ihned,
co s ním navážeme kontakt a rozhovor tak můžeme upravit dle jeho reakcí.
4.      Efektivita
vynaložených nákladů – prvotní náklady na oslovení lidí jsou zpočátku vyšší
avšak náklady na žádosti či objednávky zboží jsou podstatně nižší.
5.      Možnost
zkoušení – měnit můžeme kdykoliv každou proměnou – cenu, načasování,
seznamy apod.
6.      Prvek
mezinárodnosti – nabízí jinou možnost vstupu na nové trhy. Kontakt poštou či
telefonem může být v úvodní fázi nákupního cyklu pro zákazníka levnější a
rychlejší.
7.      Dlouhodobí
zákazníci – podnik má možnost k vybudování databáze a udržovat se
zákazníky dlouhodobý aktivní vztah.
8.      Více
funkčnost – umožňuje rozdělení současných zákazníků do rozlišných skupin
například, kteří z nich jsou důležití, na prodej, poskytování služeb a
sběr informací o reakce na určité nabídky.
9.      Možnost
vytvoření databáze – umožňuje přesně se chovat k zákazníkovi tak jak žádá
a podle jeho přání a představ.

## Databázové systémy
Slouží
ke tvorbě, skladování, dolování, čištění a další práci s daty o
zákaznících. Je to seznam zákazníků a k nim jsou přiřazené různé
informace o nich. Tento seznam je velmi cenným aktivem společnosti. Informace
do databází lez získat různými způsoby – ze záručních listů, seznamu
předplatitelů a různých dalších propagačních akcí. Do této databáze je vhodné
umístit co nejvíce informací o zákazníkovi – např. i žádosti či stížnosti,
každý komentář i dotaz. Tato databáze nám umožňuje zákazníka více poznat a lépe
cílit na jeho přání a potřeby.  Pomocí
takové databáze může podnik určit v jaké fázi nákupního cyklu se zákazník
nachází. Tyto databáze se musí uchovávat v bezpečí. Dobrému a úspěšnému
marketérovi jde hlavně o získání dat, jejich uložení, rozpor, interpretaci
a také o řádné využití, které odhalí skryté vzory nakupování a různé zvyklosti,
které předtím vidět nebyly.  Dalším důležitým krokem při databázovém marketingu je její čištění. Např. během recese
se může zvýšit nepotřebných údajů až o 25 % ročně.

## Druhy přímého marketingu
Telemarketing – je forma nabízení zboží danému zákazníkovi
prostřednictvím telefonu. Dělí se na pasivní a aktivní formu. Při pasivním
telemarketingu je zákazník naveden k zavolání na uvedenou, většinou
bezplatnou linku. V případě aktivního telemarketingu jsou stávající či
potenciální zákazníci oslovování z iniciativy firmy. Obě formy jsou
efektivní a méně nákladné než ostatní nástroje přímého marketingu.
Telemarketing mohou provádět firmy vlastními silami nebo prostřednictvím
specializovaných telefonních center, tzv. call centra. Úskalím této formy
přímého marketingu je její negativní vnímání ze strany oslovených zákazníků
(Zamazalová a kol., 2010).
Direct mail – Direct
mail
je jedním z nejpoužívanějších kanálů přímého marketingu. Zahrnuje
doručování poštovních zásilek na adresy zákazníkům. Hlavní sdělení direkt mailu
se upravuje podle potřeb dané cílové skupiny. Kromě klasického sdělení může
zásilka obsahovat i dárek, poukázku, katalog, soutěž, zkušební CD apod.
(Zamazalová a kol., 2010).
Aby
zákazníka zásilka zaujala, musí být pojata kreativní formou. Čím je sdělení
originálnější, barevnější a graficky dobře zpracováno, tím více zákazníka
zajímá (Marketingjournal.cz, 2008).
Direct
mail je vhodný pro přímou, individuální komunikaci. Využívá se jak
k získání nových zákazníků, tak k navýšení prodejů u stávajících.
Výdaje na direct mail jsou vyšší než u telemarketingu. Nevýhodou může být také
nedoručení zásilky přímo příjemci (Kotler, 2007).
E-mail marketing – Emailový
marketing je další formou přímého marketingu, kdy jsou cíleně
rozesílány komerční i nekomerční zprávy na emailové adresy příjemců, kteří
poskytli svůj souhlas k zasílání (Janouch, 2010).
Zásilkové katalogy – Katalog
je seznam výrobků a služeb ve vizuální podobě, vytištěný nebo uložený
v elektronické podobě, či nahraný v databázi. Zákazníkům poskytuje
pohodný výběr ze široké škály výrobků bez nutnosti návštěvy obchodu prodejce,
informuje o novinkách a mimořádných akcích. Dává také možnost zboží objednat a
nechat si ho doručit na uvedenou adresu. Na základě objednávek z katalogů
je prováděn zásilkový prodej (Přikrylová, 2010)
 Zásilkový prodej nabyl
novou dynamiku s rozvojem výpočetní techniky a internetu. Firmy
rozesílající zásilkové katalogy mají velmi dobře zpracované databáze svých
zákazníků a oslovují je přesně cílenou nabídkou (Machková, 2006).  
Mnoho
firem přidalo do svého marketingového mixu vedle tradičních tištěných katalogů
i katalogy elektronické, kde si zákazníci mohou zboží rovnou objednat a
zaplatit. Vzniklo také několik firem, které mají výhradně
internetové katalogy (Kotler, 2007).
Teleshopping s přímou odezvou – Teleshopping
může mít podobu delších reklamních spotů, ve kterých jsou představovány
výrobky, přičemž po skončení spotu, je možné zavolat na telefonní linku a zboží
si objednat. Spotřebitelé mohou k rychlému nákupu motivováni tím, že pokud
zavolají během určitého časového úseku, nebo budou-li mezi prvními volajícími,
získají slevu, či příslušenství k výrobku zdarma. Další formou mohou být
specializované televizní pořady vysílané obvykle v dopoledních hodinách,
jež cílí na ženy v domácnosti. Forma komunikace je méně dynamická, přesto
však cíl zůstává stejný – motivovat spotřebitele, aby si zboží objednali co
nejrychleji. Jinu formou jsou specializované televizní kanály, na kterých jsou
nabídky vysílány nepřetržitě 24 hodin denně. Velmi často se jedná o kabelové č
satelitní vysílání (Machková, 2006).
Integrovaný přímý
marketing – Jedná
se o koordinované a systematické využití nástrojů a prostředků přímého
marketingu s cílem zlepšit míru reakce, zvýšit odezvu, a na úrovni
organizace zvýšit zisk. Kombinací různých nástrojů přímého marketingu je možné
dosáhnout synergického efektu, kdy jeden direct mail, může vyvolat 2% reakci,
ale pokud organizace připojí internetovou stránku a bezplatné číslo telefonního
centra, může reakci zvýšit na 3% (Jurášková, 2012).  

## Etika přímého marketingu
Pokud
firmy využívají přímý marketing nevhodným nebo agresivním způsobem, mohou
poškodit nejen své jméno, ale i celé odvětví (využívané nástroje společnosti
klienty obtěžuje či se dopouštějí podvodného jednání). Obtěžováním se především
rozumí telefonáty pozdě večer nebo útoky na impulsivní a méně zkušené zákazníky
formou televizních prodejní show, které využívající speciální „akce“ typu
(prudké snížení cen, do vyprodání zásob nebo velmi jednoduchý způsob nákupu),
apod. Narušování soukromí může vznikat v případě, kdy firmy shromažďují
informace o klientech v nepřiměřeném množství, což může ohrožovat i osobní
soukromí.
Firmy se etickými problémy začínají v posledních letech více zabývat a věnují pozornost tomu, aby se jednotlivé nabídky cílily pouze na ty klienty, kteří mohou mít o produkty co největší zájem.